# Chaetopleurophora scutellata
Chaetopleurophora scutellata är en tvåvingeart som beskrevs av Charles Thomas Brues 1904. Chaetopleurophora scutellata ingår i släktet Chaetopleurophora och familjen puckelflugor. Inga underarter finns listade i Catalogue of Life.